# Club Balonmano Amadeo Tortajada
Club Balonmano Amadeo Tortajada va ser un equip d'handbol de Mislata (País Valencià). Fundat el 1975 a l'escola Amadeo Tortajada de Mislata, l'equip va ser més conegut pels noms de patrocinadors: Constructora Estellés, Valencia Urbana, Ferrobús Mislata i darrerament Cementos La Unión Ribarroja. Sota aquest darrer nom, l'equip es va traslladar el 2004 Riba-roja de Túria.
Amadeo Tortajada va ser un dels principals equips espanyols, va guanyar dos campionats nacionals femenins el 2006 i el 2007, i cinc copes nacionals entre 1990 i 2006. Per primera vegada va deixar impressió a les competicions europees arribant a les semifinals de la Copa EHF del 1994 i el 1996, i posteriorment va debutar a les semifinals de la Lliga de Campions el 1998, la que va ser subcampiona de la Copa de Campions el 1999 i es va convertir en el primer equip espanyol a guanyar la Copa EHF el 2000, aconseguint també una medalla de bronze en el posterior Trofeu de Campions. Posteriorment va jugar la Champions League en cinc ocasions, arribant als quarts de final el 2002.
Amadeo Tortajada es va esfondrar econòmicament el 2009, només tres anys després de guanyar un doblet, i es va dissoldre després del final de la temporada.

## Trofeus
- Lliga espanyola d'handbol femenina: 2
  - 2006, 2007
- Copa de la Reina: 5
  - 1990, 2001, 2003, 2004, 2006
- Supercopa d'Espanya: 2
  - 2003, 2006
- Copa EHF: 1
  - 2000